# Tholen (ville)
Pour les articles homonymes, voir Tholen.
Tholen est une ville qui fait partie de Tholen (commune), sur la presqu'île de Tholen, dans l'est de la Zélande.
La ville a un petit centre historique, partiellement entouré par un gracht et en partie bordée par un port pour navires de pêche et des yachts.

## Histoire
Initialement, il y avait un péage à Schakerloo pour le passage sur le Striene. Le comte Guillaume Ier de Hollande a fait construire un péage sur la digue du Fiftienhundredgemetenpolder pour la navigation sur l'Eendracht, qui a repris le rôle de voie navigable. Une agglomération s'est développée autour, qui a elle-même obtenu la gratuité du péage en 1290. Elle s'est finalement développée pour donner la ville de Tholen, qui a obtenu les droits de cité vers 1366. La pêche et les salines étaient les principales sources de revenus en ce lieu.
En 1452, la ville est ravagée par un grand incendie.
Au XVIe siècle, Tholen a dû faire face à diverses inondations. Dans les dernières décennies de ce siècle, une crise religieuse apparaît. Vers 1577, la ville de Tholen procéda à la Réforme et passa sous l'autorité de l'État. Entre-temps, la guerre de Quatre-Vingts Ans avait éclaté. À partir de 1603, la ville fut fortifiée avec des remparts et des bastions, et la ville devint un élément de la Ligne de l'Eendracht, en protection contre l'Espagne. La cité-forteresse a continué à servir dans les guerres ultérieures, mais elle est désarmée en 1814. En 1825, le vieux port a été comblé et un nouveau port a été construit. En 1908, un nouveau port de pêche est inauguré.
En 1928, un pont sur l'Eendracht a été inauguré pour remplacer le bac. Dans les années 1970, la liaison navigable Escaut-Rhin passe par l'Eendracht. Un nouveau pont plus haut est construit au-dessus en 1971.

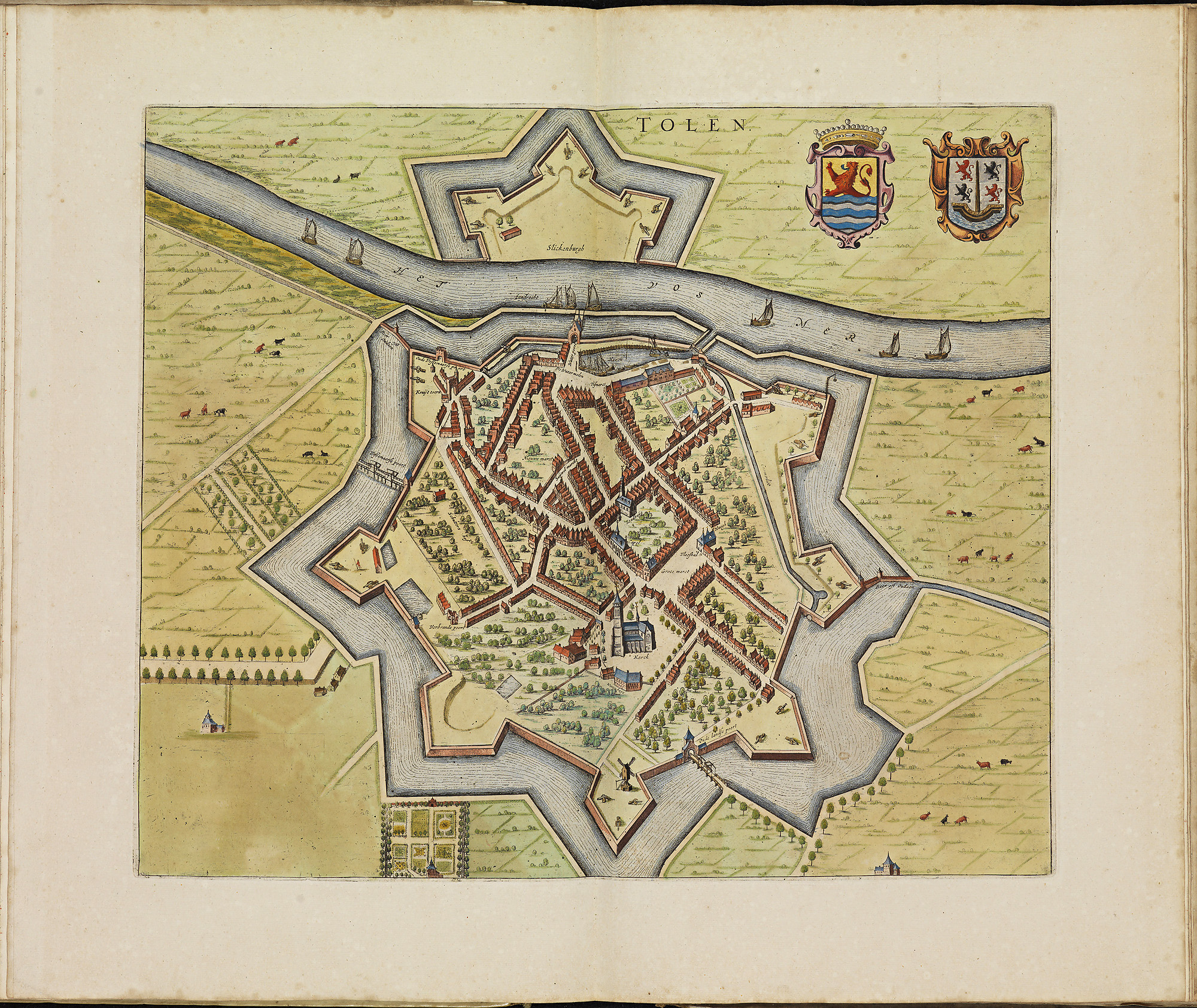
Plan de la ville de Tholen fin du XVIIe siècle.
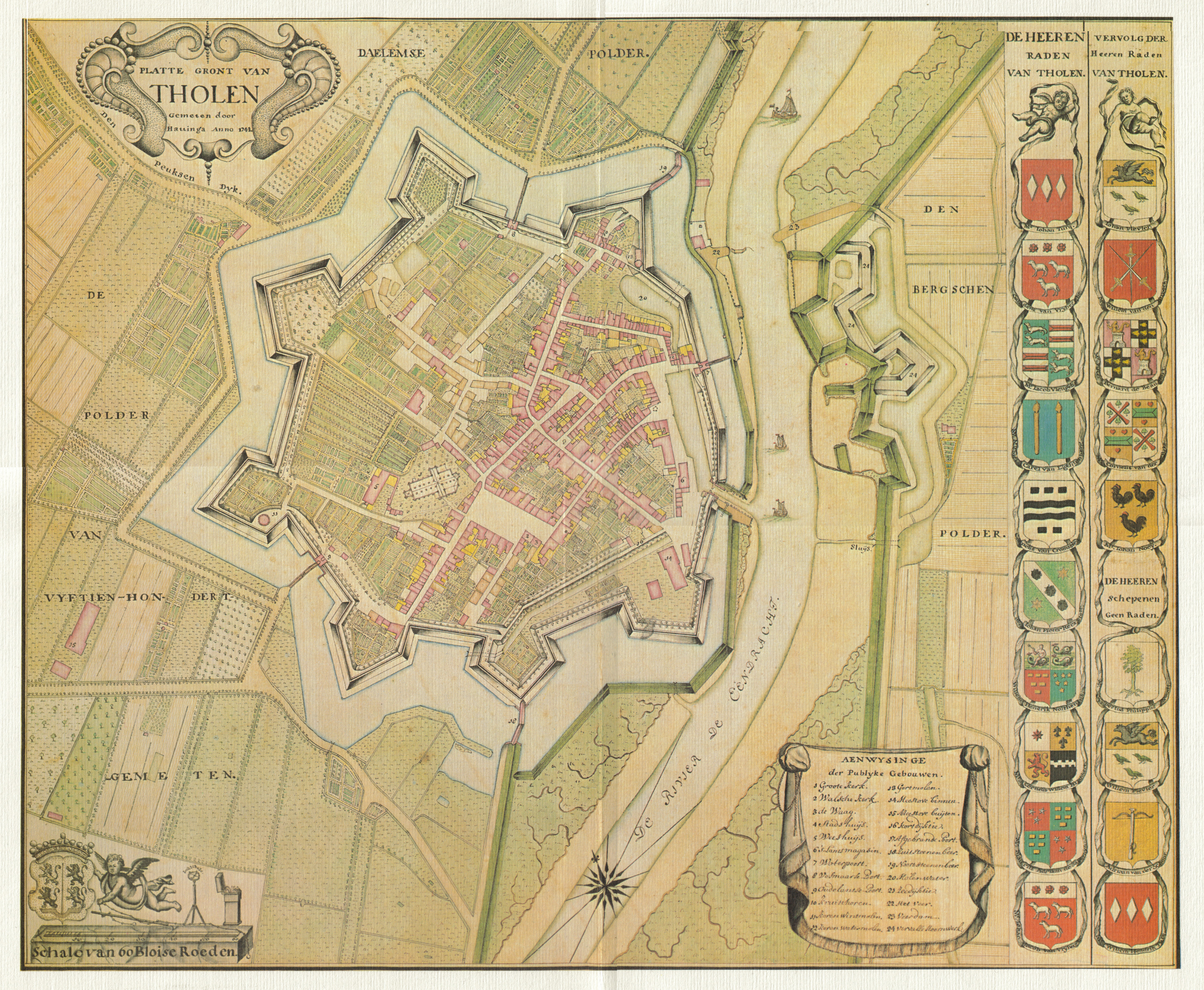
Tholen au milieu du XVIIIe siècle.

## Images

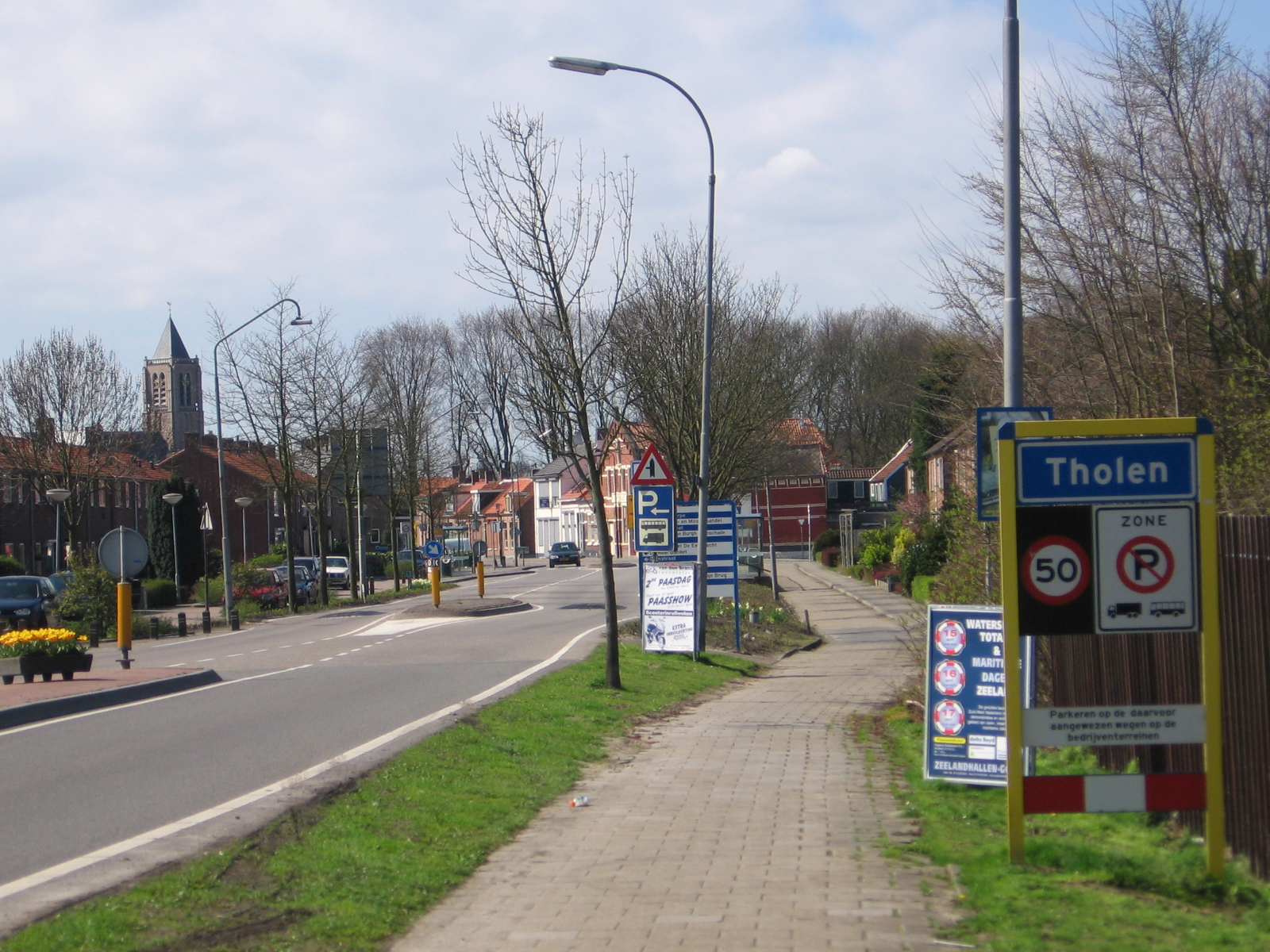
La porte d'entrée Nord
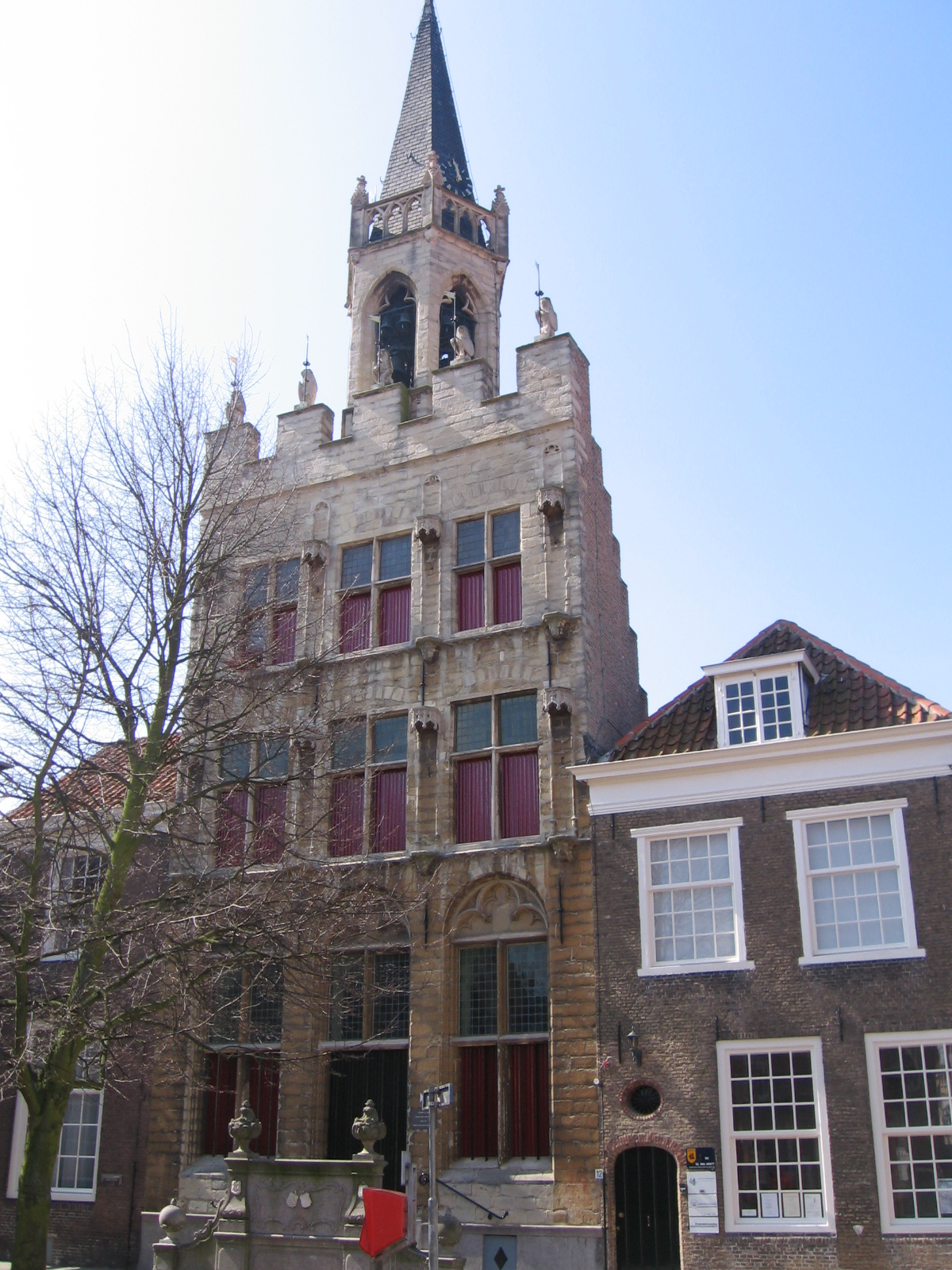
Ancien hôtel de ville
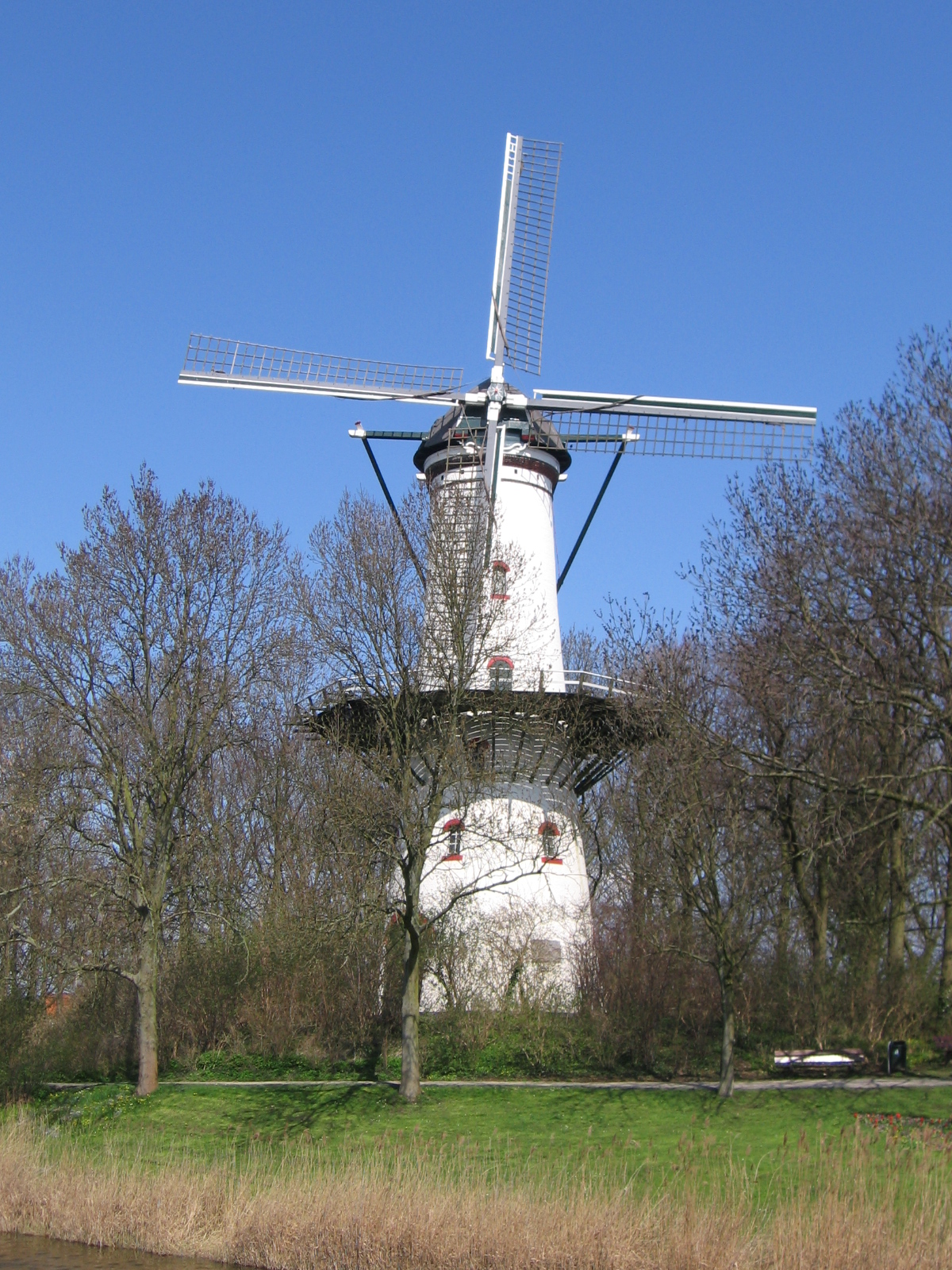
Moulin "de Hoop"
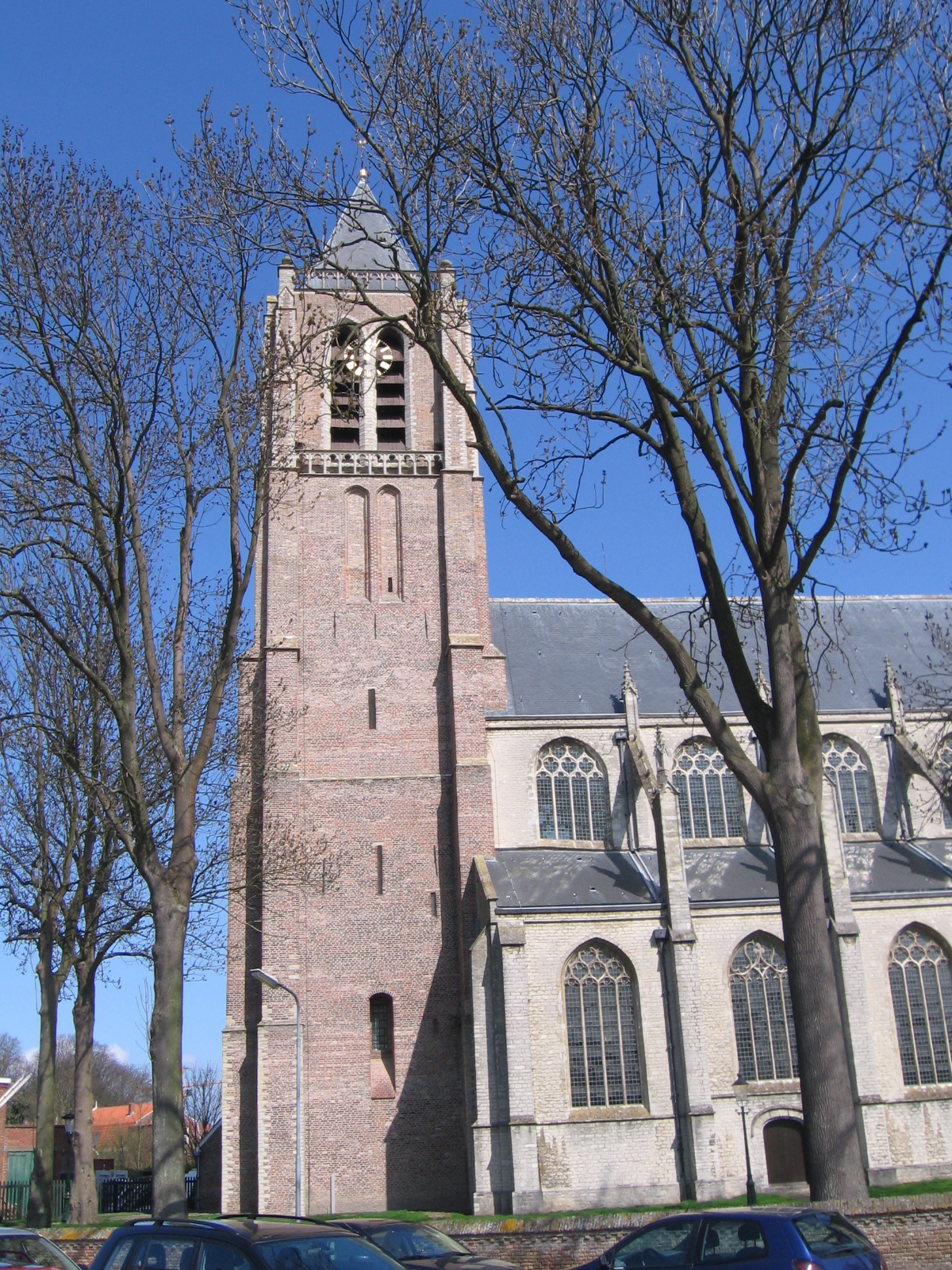
La grande église
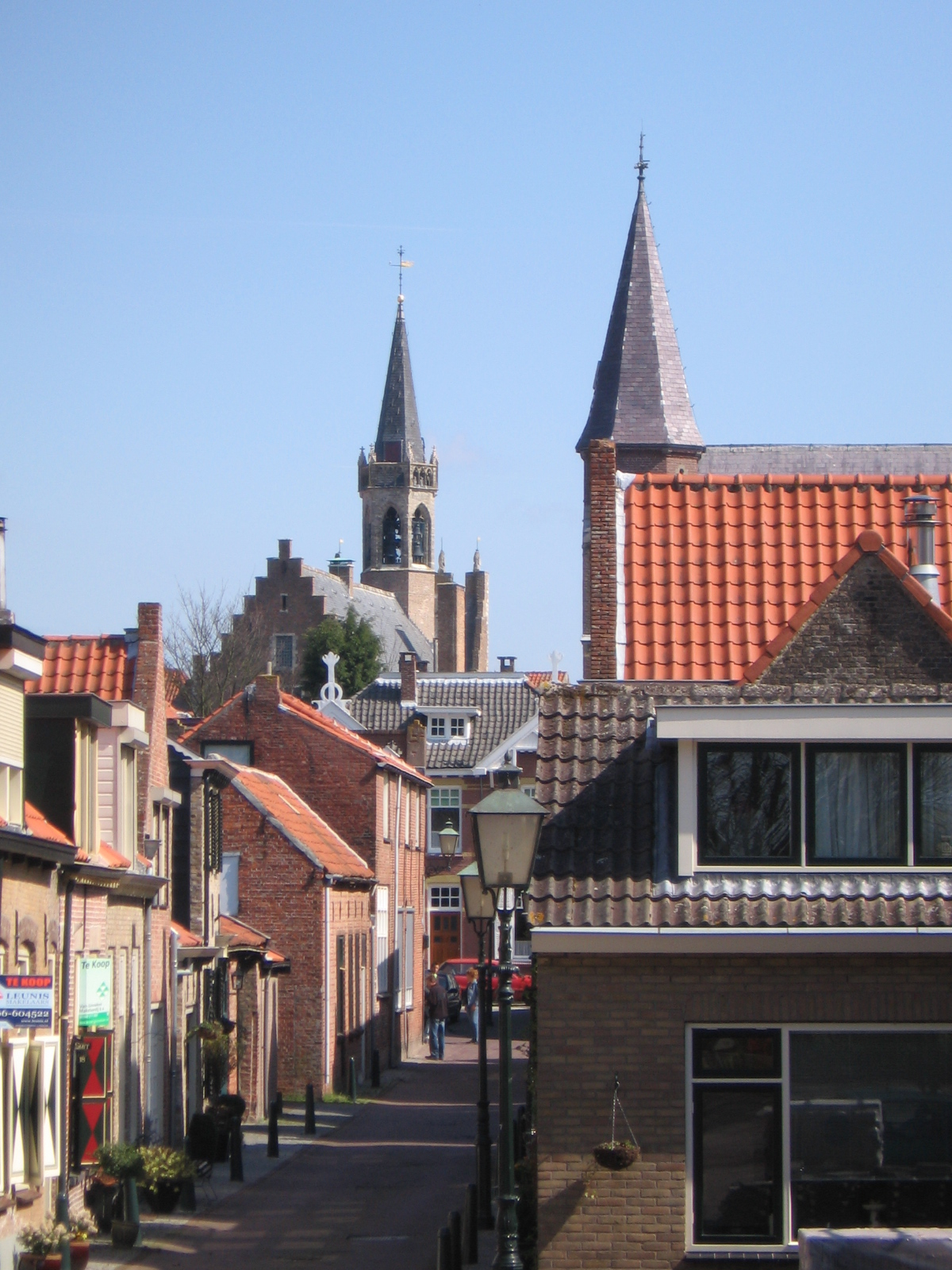
Venkelstreet
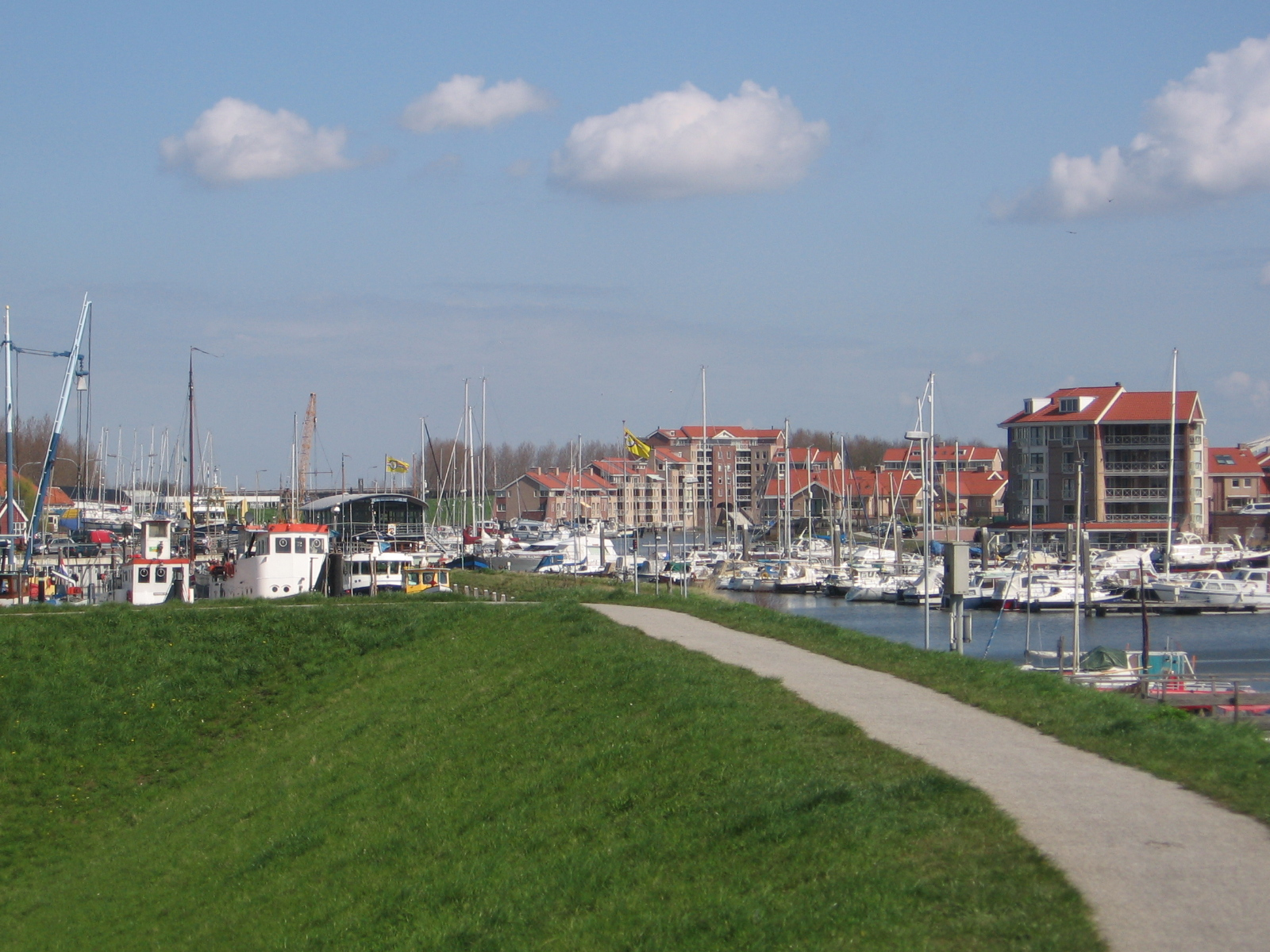
Le port